# Emmanuelle in Rio
Emmanuelle in Rio  è un film direct-to-video del 2003 diretto da Kevin Alber.
La pellicola è inedita in Italia.

## Trama
Emmanuelle è una giovane fotografa di moda che vive in Brasile, a Rio de Janeiro. Trascorre il suo tempo divisa tra il suo studio fotografico e le gite in barca e si concede spesso e volentieri ai suoi modelli. Il film è un direct-to-video girato in digitale.